# Thiergarten (Nobitz)
Thiergarten ist eine Ortslage von Ziegelheim in der Gemeinde Nobitz im Landkreis Altenburger Land in Thüringen. Der Ort wurde bereits im Jahr 1893 nach Ziegelheim eingemeindet, mit welchem er am 6. Juli 2018 zur Gemeinde Nobitz kam. Aufgrund der historischen Zugehörigkeit zur Grundherrschaft Ziegelheim gehörte Thiergarten bis 1952 zu Sachsen.

## Geographie
Thiergarten befindet sich noch im Altenburger überlössten Hügelland südlich des Leinawaldes. Der Ortsteil geht im Westen direkt in den Ort Ziegelheim über. Die gleichnamige Straße „Thiergarten“ deutet bis heute auf den mit Ziegelheim verschmolzenen Ort hin. Die historische Zugehörigkeit zu Sachsen und die einstige Landesgrenze zu Thüringen sind heute nur noch in der Zugehörigkeit des Orts zur  Kirchgemeinde Waldenburg im Kirchenbezirk Zwickau der Evangelisch-Lutherischen Landeskirche Sachsens sichtbar.

## Geschichte

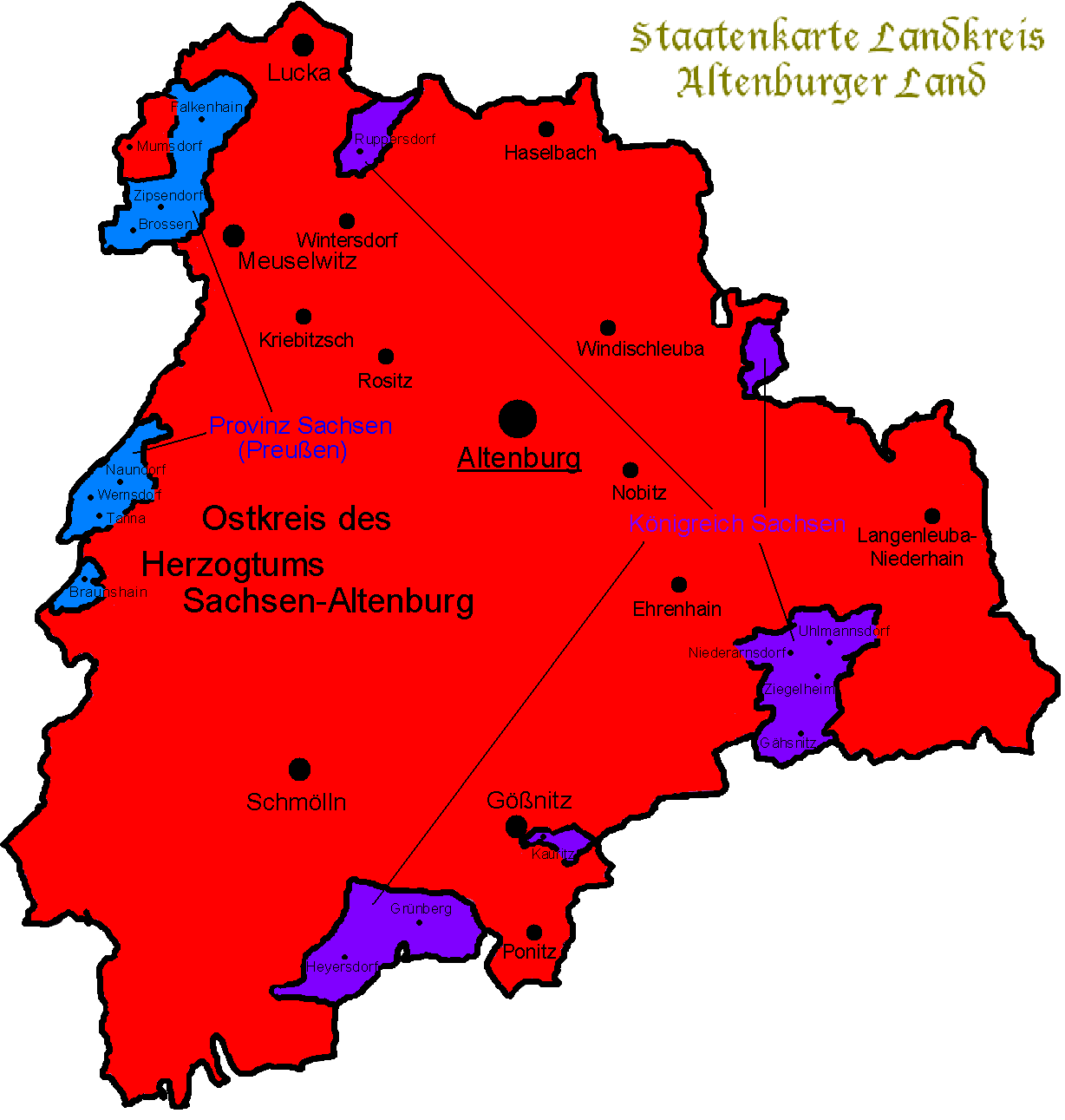
Lage der sächsischen Grundherrschaft Ziegelheim im Süden des Altenburger Lands

Thiergarten in der Flur von Ziegelheim ist einer der wenigen Orte des heutigen Altenburger Lands, der historisch nicht zum Kreisamt Altenburg im Herzogtum Sachsen-Altenburg gehörte. Der Ort war Teil der Grundherrschaft Ziegelheim, die als sächsisches Lehen im Besitz der Herren von Schönburg war. Auch kirchlich gehörte Thiergarten seit jeher zu Ziegelheim. Nach 1813 wurde das Patrimonialgericht Ziegelheim durch das schönburgische Justizamt Remse verwaltet. Zwischen dem Königreich Sachsen und dem Haus Schönburg erfolgte im Jahr 1835 eine Neuordnung ihres Verhältnisses. Dabei wurden die unter sächsischer Lehnsherrschaft stehenden schönburg-waldenburgischen Gebiete wie die Herrschaft Remse und die Grundherrschaft Ziegelheim unter die Verwaltung des königlich-sächsischen Amts Zwickau gestellt. Am 25. September 1856 wurden die gerichtlichen Befugnisse der Grundherrschaft Ziegelheim wie auch die der Herrschaft Remse an den sächsischen Staat abgetreten. Thiergarten wurde seitdem bis zur Neuordnung der Verwaltung im Königreich Sachsen im Jahr 1875 durch das Gerichtsamt Remse verwaltet. Ab 1875 gehörten die Orte der einstigen Grundherrschaft Ziegelheim zunächst zur Amtshauptmannschaft Zwickau. Nachdem auf dem Gebiet der Rezessherrschaften Schönburg im Jahr 1878 eine Verwaltungsreform durchgeführt wurde, kamen sie mit dem gesamten ehemaligen Gerichtsamtsbezirk Remse im Jahr 1880 zur neu gegründeten sächsischen Amtshauptmannschaft Glauchau.
Am 1. Februar 1893 wurde Thiergarten nach Ziegelheim eingemeindet, wodurch der Ort in Ziegelheim aufging. Thiergarten gehörte ab 1918 zum Freistaat Sachsen. Im Gegensatz zu den drei Orten Frohnsdorf, Heiersdorf und Gähsnitz/Jesenitz der einstigen Grundherrschaft Ziegelheim, die bis 1928 zwischen Sachsen und Thüringen geteilt waren, verblieb das komplett sächsische Thiergarten von dem im Jahr 1928 erfolgten Gebietsaustausch und der Grenzbereinigung zwischen dem Freistaat Sachsen und dem Land Thüringen unberührt. Bei der zweiten Kreisreform in der DDR wurden 1952 die bestehenden Länder aufgelöst und die Landkreise neu zugeschnitten. Somit kamen die bisher sächsischen Gemeinden Ziegelheim und Gähsnitz mit dem Kreis Altenburg, der aus seinem historisch zu Thüringen gehörigen Umfeld herausgelöst wurde, an den Bezirk Leipzig. Als Teil des Ortsteils Ziegelheim der gleichnamigen Gemeinde gehörte Thiergarten seit 1990 zum thüringischen Landkreis Altenburg, der 1994 im Landkreis Altenburger Land aufging. Am 6. Juli 2018 wurde die Gemeinde Ziegelheim nach Nobitz eingemeindet, wodurch Ziegelheim mit Uhlmannsdorf und Thiergarten zu einem Ortsteil der Gemeinde Nobitz wurde.